# مسجد حي الأندلس (الأنبار)
مسجد حي الأندلس في محافظة الأنبار من مساجد العراق القديمة، حيث شيد وبني عام 1397 هـ/1977م، من قبل المتبرع (عبد الجبار سعود الكبيسي)، ويقع في قضاء الرمادي قريباً من القاعة المغلقة في حي الأندلس، وهو من المساجد ذات المساحة المتوسطة، حيث تبلغ مساحته 700م2، ويحتوي على حرم تبلغ مساحتهُ 500م2، ويتسع لأكثر من 400 مصل، وتقام فيهِ الصلوات الخمس.
والمسجد مستلم من قبل ديوان الوقف السني في العراق وحالتهُ مضبوطة، ومقابل الحرم يوجد طارمة وفسحة مع مرفقات ومصلى صيفي مسقف، وله نوافذ كبيرة ذات أقواس بهندسة عمرانية إسلامية، وله حديقة جميلة مقابل باب المسجد.